# كلينغنتال
كلينغلتال (زاكسن) (بالألمانية: Klingenthal) هي بلدة ألمانية تقع في ألمانيا في ساكسونيا.  يقدر عدد سكانها بـ 7,838 نسمة .

## المدن التوأمة
مدن نوينراده، كاستلفيداردو و Kraslice هي مدن توأمة لـكلينغلتال (زاكسن).